# Șoldanu
Șoldanu è un comune della Romania di 3 317 abitanti, ubicato del distretto di Călărași, nella regione storica della Muntenia.
Il comune è formato dall'unione di 2 villaggi: Negoești e Șoldanu.